# Tommy Lister Jr.
Tommy "Tiny" Lister (nascido Thomas Lister Jr.; Compton, 24 de junho de 1958 - Marina del Rey, 10 de dezembro de 2020) foi um ator e lutador profissional norte-americano.
Provavelmente mais conhecido por seu papel como Deebo no filme Friday. Também atuou em O Quinto Elemento (1997) e Batman: o Cavaleiro das Trevas (2008).
Foi encontrado inconsciente na tarde de 10 de dezembro de 2020 em sua casa na Marina del Rey e declarado morto no local.